# Dorota Bidołach
Dorota Bidołach (Stachowiak) (ur. 22 czerwca 1957 w Zielonej Górze) – polska zawodniczka uprawiająca strzelectwo sportowe, reprezentantka kraju, fizjoterapeutka, olimpijka z Seulu.
Reprezentowała Gwardię Zielona Góra.

## Osiągnięcia
- 1982
  - 1. miejsce w mistrzostwach Polski w strzelaniu z pistoletu pneumatycznego
- 1987
  - 2. miejsce na mistrzostwach świata w strzelaniu z pistoletu pneumatycznego (40 strzałów drużynowo)
- 1988
  - 10. miejsce na igrzyskach olimpijskich w strzelaniu z pistoletu sportowego (30 + 30 strzałów 25 m)
  - 12-15. miejsce na igrzyskach olimpijskich w strzelaniu z pistoletu pneumatycznego (40 strzałów 10 m)
  - 5. miejsce w Pucharze Świata
  - 1. miejsce w mistrzostwach Polski w strzelaniu z pistoletu pneumatycznego
- 1995
  - 2. miejsce na mistrzostwach Europy w strzelaniu z pistoletu sportowego (30 + 30 strzałów drużynowo)
- 1997
  - 2. miejsce na mistrzostwach Europy w strzelaniu z pistoletu sportowego (30 + 30 strzałów drużynowo)

## Nagrody i odznaczenia
- Srebrny Medal „Za Wybitne Osiągnięcia Sportowe”